# Verne Orr

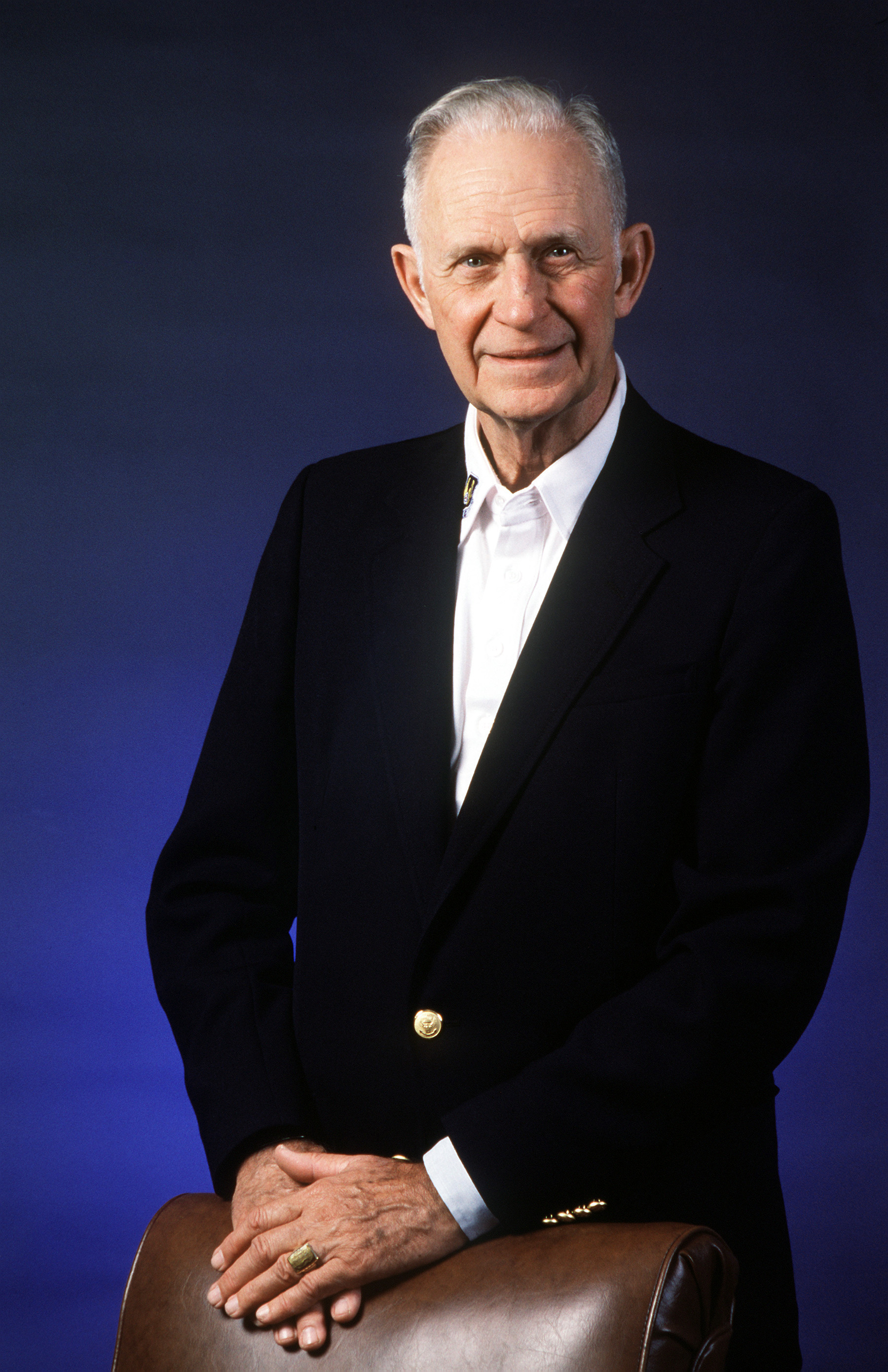
Verne Orr (1986)

George Vernon „Verne“ Orr Jr. (* 12. November 1916 in Des Moines County, Iowa; † 27. November 2008 in Pasadena, Los Angeles County, Kalifornien) war ein US-amerikanischer Unternehmer und Politiker, der unter anderem zwischen 1981 und 1985 14. US Secretary of the Air Force war.

## Leben
George Vernon „Verne“ Orr Jr. wuchs im Mittleren Westen auf und zog mit seiner Familie während des Besuchs der Highschool nach Kalifornien. Nach dem Schulbesuch absolvierte er ein grundständiges Studium am Pomona College, welches er 1937 mit einem Bachelor of Arts beendete. Ein postgraduales Studium der Betriebswirtschaftslehre an der Graduate School of Business der Stanford University schloss er 1939 mit einem Master of Business Administration (MBA) ab. Bei Ausbruch des Zweiten Weltkrieges arbeitete er als Auszubildender zur Kaufhausleitung und wurde im April 1942 wurde er als Fähnrich (Ensign) zum aktiven Dienst im Versorgungskorps der Marine (Navy Supply Corps) einberufen. Während des Krieges diente er auf dem pazifischen Kriegsschauplatz und wurde im November 1945 als Kapitänleutnant (Lieutenant) aus dem aktiven Dienst entlassen, ehe er 1951 als Korvettenkapitän (Lieutenant Commander) aus der Marinereserve ausschied.

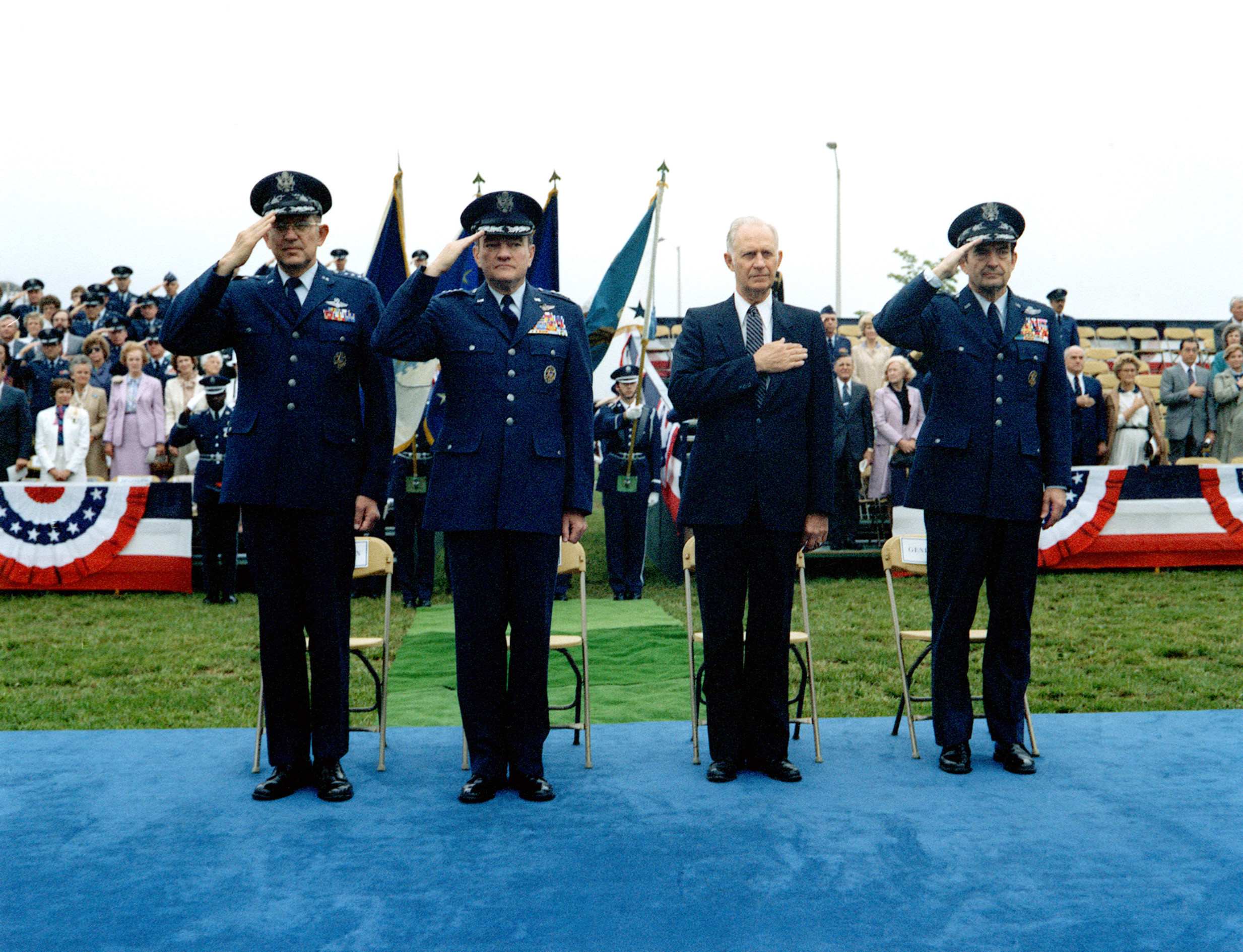
US Secretary of the Air Force Verne Orr (3.v.l.) mit dem Chairman of the Joint Chiefs of Staff General David C. Jones, dem Chief of Staff of the Air Force Lew Allen, Jr. und dem in den Ruhestand tretenden Vice Chief of Staff of the Air Force General Robert C. Mathis auf der Bolling Air Force Base (28. Mai 1982)

Nach seiner Entlassung aus dem aktiven Dienst war Orr bis 1960 Partner im Autohaus seines Vaters in Pasadena und war daraufhin zwischen 1960 und 1962 Mitarbeiter in einem Investmentunternehmen. Daraufhin war er von 1963 bis 1966 Präsident von Investors Savings and Loan in Pasadena. Nach der Wahl von Ronald Reagan zum Gouverneur von Kalifornien wurde Orr 1966 Direktor der Straßenverkehrsbehörde (Department of Motor Vehicles), eine Position, die er bis 1969 innehatte. Nachdem er für kurze Zeit als Direktor für allgemeine Dienste war und wurde er am 1. Januar 1970 als Nachfolger von Caspar Weinberger Direktor der Finanzbehörde (California Department of Finance) und verblieb in dieser Position bis zum Ende von Reagans Amtszeit am 5. Januar 1975. Nach seinem Ausscheiden aus der Regierung dieses Bundesstaates übernahm er 1975 eine Professur für Staatsfinanzen an der Fakultät für öffentliche Verwaltung (Graduate School of Public Administration) der University of Southern California (USC) und lehrte dort bis 1980. 1977 ernannte der Gouverneur von Kalifornien, Jerry Brown, ihn zum Regenten der University of California. Zugleich gründete er 1977 mit seinem Sohn eine kleine Immobilienpartnerschaft. Bei der Präsidentschaftswahl 1980 gehörte er zum Wahlkampfteam von Reagan und fungierte während des Übergangs als stellvertretender Direktor des Büros des gewählten Präsidenten.
Nach der Bildung der Regierung Reagan wurde Verne Orr am 9. Februar 1981 als 14. US Secretary of the Air Force Staatssekretär für die Luftstreitkräfte (US Force) und unterstand als solcher dem Verteidigungsminister Caspar Weinberger. Er bekleidete dieses Amt bis zum 30. November 1985, woraufhin Russell A. Rourke ihn ablöste. Für seine Verdienste verlieh ihm Präsident Reagan am 25. November 1985 mit der Distinguished Public Service Medal aus.
Orr engagierte sich ferner als Präsident der Pasadena Merchants Association, als Präsident des Kiwanis Club of Pasadena, als Präsident der Family’s Services Association of Pasadena sowie als Präsident des United Way of Los Angeles County. Nach seinem Tode wurde er im Pasadena Mausoleum des Mountain View Cemetery and Mausoleum in Altadena beigesetzt.

## Veröffentlichung
- A generation remembers. Pomona College and the World War II years, Pomona College Alumni Association, 2001